# Hansjürgen Müller-Beck
Hansjürgen Müller-Beck est un préhistorien allemand né le 13 août 1927, à Apolda, et mort le 2 août 2018 à Berne,,,.
Chercheur et enseignant, il a effectué des travaux archéologiques sur des sites pré- et protohistoriques d'Europe, mais également sur des sites établis en Sibérie, en Thaïlande, en Afrique de l'Est, dans l'arctique canadien et à Cuba,,.
Il a principalement travaillé pour le musée d'histoire de Berne, le musée de Préhistoire de Blaubeuren, l'université Eberhard Karl de Tübingen et l'université de Fribourg-en-Brisgau,.

## Biographie
Fils de parents sociaux-démocrates, Hansjürgen Müller-Beck commence sa scolarité à Berlin.

### Seconde guerre mondiale
Il doit abandonner son diplôme en humanisme au Mommsen-Gymnasium de Berlin au printemps printemps 1944 pour effectuer son service militaire, au cours de la Seconde Guerre mondiale. Il est alors affecté dans le corps des Luftwaffenhelfer, à Dessau, en Saxe-Anhalt. Müller-Beck incorpore la marine de guerre allemande, à l'automne 1944 jusqu'en janvier 1945. Il est ensuite affecté dans la Panzergrenadier-Division Großdeutschland basée à Neuzelle, puis dans celle établie à Guben et enfin celle de Vienne jusqu'en mai 1945. Au cours d'une retraite dans la région du Wienerwald, Müller-Beck se fait blesser. Il est alors acheminé jusqu'à l'hôpital de guerre de Krems, puis, à Lichtenfels, il est fait prisonnier de guerre par les américains en mai 1945.

### Études
Après la fin de la guerre, il effectue un stage dans la centrale électrique de Rehau, en Haute-Franconie. À partir de 1946, il poursuit ses études au Landgraf-Ludwigs-Gymnasium, à Giessen, en Hesse et obtient son diplôme d'études supérieures en 1949.
À partir de 1950, il étudie d'abord la sociologie, puis la Préhistoire et l'Antiquité classique, l'ethnologie, la numismatique, l'égyptologie et la géologie à Heidelberg,, sous la direction d'Ernst Wahle et de Horst Kischner. En 1952, Müller-Beck poursuit ses études à Berne et à Fribourg, en Suisse,. À partir de 1953, il intègre l'université Eberhard Karl, à Tübingen en Bade-Wurtemberg,. Dans cet établissement, il obtient son doctorat en date du 30 juin 1955 avec une thèse intitulée Das Obere Altpaläolithikum in Süddeutschland. Ein Versuch zur ältesten Geschichte des Menschen, thèse soutenue sous la direction de Gustav Riek,. Deux semaines plus tard, il épouse sa camarade de promotion Katharina Beck, qui a travaillé pour le musée d'histoire de Berne,. Hansjürgen prend alors le patronyme sous lequel il se fait ultérieurement connaître : Müller-Beck.
Entre 1956 et 1959, il devient l'assistant de l'historien et essayiste Hans-Georg Bandi au département de pré- et protohistoire du musée d'histoire de Berne,.
En 1963, Müller-Beck commence une habilitation à l'université de Fribourg-en-Brisgau en travaillant sur plusieurs matériels archéologiques. Avec sa bourse doctorale, il effectue des séjours en Amérique, en Europe centrale et en Europe de l'Est. À nouveau sous la direction de G. Riek, il obtient son habilitation en 1965 avec une seconde thèse intitulée Das Blattspitzenpaläolithikum Nordeurasiens und Nordamerikas,.

### Carrière académique
À son retour à Berne, au début des années 1960, il travaille pendant un an et demi en tant qu'assistant de recherche pour le musée d'histoire de Berne,. Vers le milieu de l'année 1962, il travaille comme assistant de recherche pour la collection archéologique du land de Bavière basée à Munich.
De 1963 à 1965, il tient plusieurs conférences conférencier à l'Université du Wisconsin de Madison. En 1966, il devient enseignant et maître-conférencier pour les universités de Tübingen et de Fribourg-en-Brisgau.
En date du 1er mars 1969, il prend la succession de G. Riek au poste de professeur d'archéologie préhistorique et d'archéologie des chasseurs-cueilleurs, à l'université de Tübingen,,. Au sein de cet établissement, Müller-Beck obtient une chaire de professeur Ordinarius en 1979, puis est nommé professeur émérite, à sa retraite, en 1995,,.

## Travaux
Durant l'été 1959, Müller-Beck entreprend un séjour d'étude en Anatolie. L'année suivante, il participe à une expédition allemande en Bolivie, exploration archéologique dirigée par l'ethnologue Hermann Trimborn (de). Lors de cette expédition, Müller-Beck effectue des travaux sur la colonisation du continent américain par les Paléoindiens.
Au début des années 1960, en 1962, Müller-Beck opère des travaux d'excavation du site d'Aeschi SO–Burgäschisee Ost, et réalise des analyses du mobilier à faciès de type Cortaillod issu des fouilles du site effectuées sous la direction de Hans-Georg Bandi dans les années 1950,.
Durant cette période, il réalise des analyses du mobilier issue des fouilles de l'oppidum laténo-gallo-romain d'Engehalbinsel (de) ainsi que des examens des outils mis en évidence sur le site d'Aeschi SO–Burgäschisee Ost,. Toujours dans les années 1960, il effectue une évaluation de la distribution spatiale des 300 000 artefacts issus des fouilles des tumulus de Mauern et de Meilenhofen (de), dans l'arrondissement d'Eichstätt, en Bavière,.
Dans la seconde moitié des années 1960, avec Eberhard Wagner, il séjourne en Afrique de l'Est, au moyen d'une Volkswagen Coccinelle. Lors de cette expédition, lui et Wagner prospectent d'importants sites archéologiques hadzapis du Kenya et de Tanzanie,.
Entre 1970 et 1975, puis en 1987 et 1989, il opère des travaux de fouilles à Umingmak, sur l'île Banks, dans l'Arctique canadien, un ancien site de chasse du bœuf musqué. Il y étudie alors le mode de vie des Inuits modernes.
Après avoir effectué des premières analyses du gisement excavé de la grotte de Vogelherd, en 1957, Müller-Beck, dans les années 1980, réalise des études sur les figurines mises en évidence dans la caverne,. Le préhistorien allemand suggère alors que la conception des figurines de la Vogelherd représente les premières manifestations des compétences techniques humaines dans le domaine de l'art mobilier. Pour Müller-Beck, ces pièces d'art mobilier « représentent les premières expressions de la capacité et du désir de l'humanité d'expliquer son environnement ».
Dans les années 1990, il conduit plusieurs chantiers de fouilles au sein du cimetière d'Ekven, un site daté de la Old Bering Culture et localisé dans le district autonome de Tchoukotka. Ces travaux sur le site funéraire russe l'amènent à effectuer plusieurs expéditions dans la région du détroit de Béring à partir de 1995. Durant la même période, avec l'archéologue Gerd Albrecht, il entreprend des travaux d'ethnoarchéologie sur les peuples manis, en Thaïlande.
En 2005, Müller-Beck, aux côtés de l'archéologue allemand Jan Weinig, dirige une équipe d'archéologues sur les chantiers de fouilles sur les sites préhistoriques de la grotte de Seboruco et de l'abri sous roche d'El Charcón, deux sites préhistoriques localisés dans la ville de Sagua La Grande, à Cuba,. Sur place, il réalise des datations au 10Be (et non au 14C) des écofacts et des autres restes fauniques afin de déterminer l'époque de confection des pièces d'industrie lithique mis en évidence dans les niveaux du Paléolithique moyen des deux sites.

## Fondateur, membre et président de sociétés savantes
Müller-Beck a été président de la Société allemande de préhistoire et d'histoire ancienne (en) entre 1970 et 1974.
De 1980 à 1995, il a occupé le poste de secrétaire de la Commission de paléologie de l’homme primitif à l'Union internationale de recherche sur le Quaternaire (en) (INQUA), puis président de la Fondation Alfred Wegener entre 1986 et 1989.
Il a été également membre fondateur de la Société de préhistoire et des amis du musée de la préhistoire de Blaubeuren en 1988, société savante dont il devient le président de 1997 à 2004,,,.
En 2000, il est désigné membre honorifique de l'Association allemande d'étude du Quaternaire (DEUQUA (de)),.

## Publications
- (de) Das obere Altpaläolithikum in Deutschland : ein Versuch zur ältesten Geschichte des Menschen, Habelt, 1956 (présentation en ligne).
- (de) Seeberg Burgäschisee-Süd, 1963, 132 p. (présentation en ligne).
- (de) Das helvetische Oppidum von Bern: Zeugnis einer frühgeschichtl. Siedlungsentwicklung, Verlag nicht ermittelbar, 1964 (présentation en ligne).
- (de) Die Erforschung der Engehalbinsel in Bern bis zum Jahre 1965, Musée d'histoire de Berne, 1966 (présentation en ligne).
- (de) avec Rudolf Grahmmann, Urgeschichte der Menschheit, Kohlhammer, 1967, 379 p. (lire en ligne).
- (de) avec Wighart v. Koenigswald, « Die Archäologie und Paläontologie in den Weinberghöhlen bei Mauern (Bayern) : Grabungen 1937-1967 », Archaeologica Venatoria, Institut für Urgeschichte, vol. 3, no 24,‎ 1974 (lire en ligne [PDF], consulté le 28 février 2019).
- (de) Die archäologischen und anthropologischen Ergebnisse der Kohl-Larsen- Expeditionen in Nord-Tanzania 1933-1939, Institut für Urgeschichte der Universität Tübingen, 1974 (lire en ligne).
- (en) avec Gerd Albrecht, « The Palaeolithic of Sehremuz near Samsat on the Euphrates River. Summary of the Excavation Findings and a Morphology of the Handaxes. », Paléorient, vol. 14, no 2 « Préhistoire du Levant II. Processus des changements culturels. »,‎ 1988, p. 76-86 (DOI https://doi.org/10.3406/paleo.1988.4457, lire en ligne, consulté le 27 février 2019).
- (de) avec Martin Porr, Hadzapi, Hadza, Hatza, Hadzabe, Wahadzabe, Wakindiga, WaTindiga, Tindiga, Kindiga, Hadzapi? : eine Wildbeuter-Kultur in Ostafrika, Mo Vince Verlag, 1997, 98 p. (lire en ligne).
- (de) Die Steinzeit : der Weg der Menschen in die Geschichte, C.H. Beck, 2003 (1re éd. 2001), 135 p. (lire en ligne).
- (de) avec Claus-Stephan Holdermann, Ulrich Simon et Nicholas John Conard, Eiszeitkunst im süddeutsch-schweizerischen Jura : Anfänge der Kunst, Theiss, 2001, 142 p. (présentation en ligne).
- (de) « Der Neanderthaler und sein Mythos », dans Dirk Matejovski, Dietmar Kamper et Gerd-Christian Weniger (dirs.), Mythos Neanderthal, Campus Verlag, 2001, 294 p. (lire en ligne).
- (de) « Was sagt der Begriff Materielle Kultur? Ein Kommentar », dans Ulrich Veit, Tobias L Keinlin et Christoph Kummel (dirs.), Spuren und Botschaften, vol. 4 : Interpretationen materieller Kultur, Maxham Verlag, 2003 (lire en ligne).
- (de) Die Eiszeiten : Naturgeschichte und Menschheitsgeschichte, C.H. Beck, 2009 (1re éd. 2005), 128 p. (lire en ligne).

## Hommage et interview
Le 24 novembre 2007, une pièce de théâtre, tenu au château Hohentübingen, est organisée à l'occasion des 80 ans de Müller-Beck. La pièce, intitulée Odyssee 2017 oder Der 90. Geburtstag - Spiel in einem Akt zur Feier des 80. Geburtstages von Hansjürgen Müller-Beck est interprétée par les membres de l'institut pré- et protohistorique de l'université de Tübingen.
En 2012, le préhistorien allemand est interviewé par Harald Meller (de) du service d'archéologie et des monuments historiques de Saxe-Anhalt. L'interview de Müller-Beck est réalisé en cinq parties : la première portant sur sa biographie, les quatre autres ayant trait à ses travaux sur des technocomplexes, sur les chasseurs-cueilleurs, sur l'Homme de Néandertal et enfin sur le Néolithique.

## Pour approfondir